# Поликрат Ефешки
Поликрат Ефешки или Поликрат из Ефеса (грч. λολυκρατης σεσου) је био био епископ града Ефеса у периоду 131—196. године. У својој посланици римском епископу, Виктору I Поликрат извештава да је живео 65 година у Господу (што би могло значити број година од светог крштења или, мање вероватно, број година од телесног рођења). Осим тога, Поликрат пише да је већ осми епископ у својој фамилији.
Поликрат је познат по својим препиркама о богослужењу током Ускрса са римским епископом Виктором. О овом спору говори Еузебије Цезарејски у свом делу “Историја Цркве” (књига 3, поглавље 31) и Јероним Стридонски у делу “О славним људима” (поглавље 45). Суштина спора је била у томе што су Ефес и римске помесне цркве славили Ускрс, вођени двама различитим црквеним традицијама које су примили од различитих апостола. Ефеска црква је истог дана прослављала Ускрс када и јевреји своју Пасху, према предању коју је добио од апостола Јована Богослова и апостола Филипа, а Римска црква је увек славила Ускрс после јеврејске Пасхе и у недељу, према традицији примљеној од апостола Петра и Павла. Римски епископ је тражио да остале помесне цркве престану да опште са локалном црквом у Ефесу и, штавише, неселективно проглашавају да су чланови Ефеске цркве екскомуницирани. Друге помесне цркве нису се слагале с њим, на пример, Иринеј Лионски, у име галских епископа, написао је да је немогуће искључити читаве помесне цркве зато што чувају традицију која им је предата од давнина. Иренеј је покушао да измири завађене стране, написао им је да је спор око прославе Ускрса постојао и раније између Поликарпа, епископа Смирне и римског епископа Аницета, али да су и поред тога, имали мир и потпуну евхаристијску заједницу.
Коначно питање о времену прославе Ускрса одлучено је на Првом васељенском сабору, одлучено је да све помесне цркве прослављају Ускрс један дан - у недељу, након пролећне равнодневнице и након јеврејске пасхе.